# مسح وترجمة

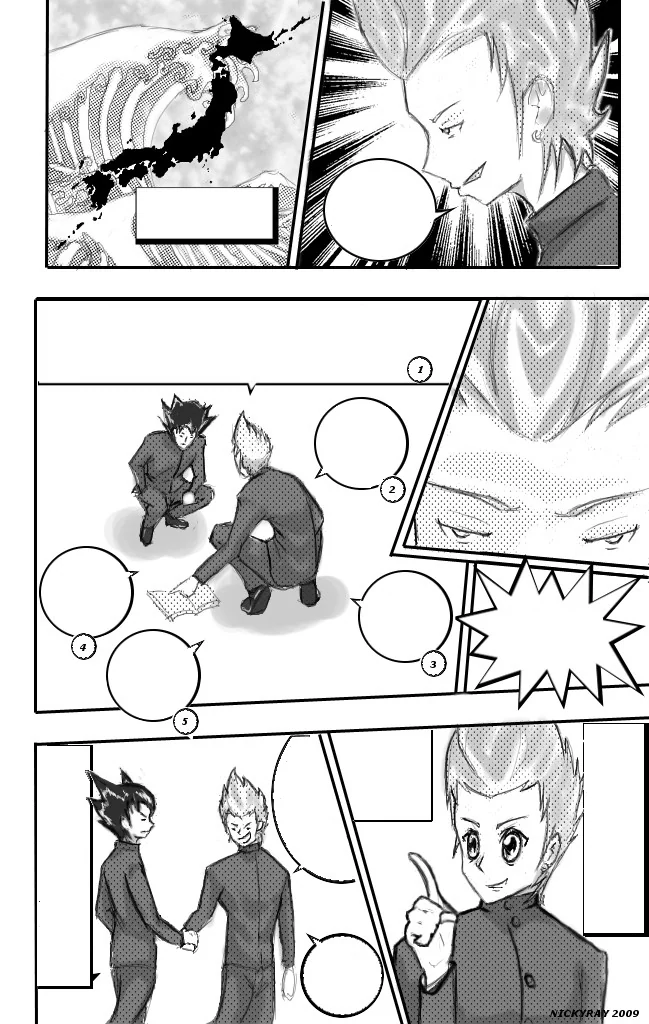
شرح المانجا

المسح والترجمة (بالإنجليزية: Scanlation)‏ هي عملية مسح وترجمة وتعديل القصص المصورة من لغة إلى لغة أخرى. يقوم بهذه العملية الهواة وغالبا ما تكون من دون إذن صريح من صاحب حقوق الطبع والنشر. كلمة "scanlation" هي نحت لكلمتي scan (مسح) وtranslation (ترجمة). يستخدم المصطلح بشكل رئيسي للقصص المصورة اليابانية (المانغا)، على الرغم من أنه موجود أيضا عند شعوب وثقافات أخرى ولكن على نطاق أضيق. يمكن الاطلاع على الـ Scanlations عبر مواقع إلكترونية متخصصة أو كمجموعات من ملفات الصور يمكن تحميلها عبر الإنترنت.